# Морозов, Игорь Анатольевич (шахматист)
Игорь Анатольевич Морозов (27 июня 1932, Юрьевец — осень 2019, Нижний Новгород) — советский и российский шахматист, мастер спорта СССР (1969), гроссмейстер ИКЧФ (1973). По профессии инженер-механик.
Большую часть жизни жил в Нижнем Новгороде (Горьком).
Спортивные достижения И. А. Морозова связаны с игрой по переписке. Он серебряный призёр 8-го чемпионата СССР (1967—1968), бронзовый призёр турнира, посвященного 100-летию со дня рождения В. И. Ленина (1970—1973). В составе сборной РСФСР выиграл 4-е командное первенство СССР (1973—1975). В составе сборной СССР победил в 1-м командном первенстве Европы (1973—1983).
Во второй половине 1990-х гг. отошёл от активной практики. Играл только в местных ветеранских турнирах и соревнованиях с укороченным контролем времени.
В Нижнем Новгороде был известен как детский тренер. Был тренером СДОСШОР № 3, а затем ДЮСШ № 9 (бывш. ШК «Гамбит»). Вместе с кандидатом в мастера спорта О. А. Яковлевым и перворазрядником А. А. Громовым работал в шахматной секции при ОКБМ им. И. И. Африкантова. Среди воспитанников этой секции участник чемпионата России среди мужчин мастер ФИДЕ И. Б. Коробов, участница чемпионата России среди женщин мастер ФИДЕ Е. В. Ханова (Гуськова) и целый ряд кандидатов в мастера спорта.